# Ridge Racer Unbounded
Ridge Racer Unbounded (リッジレーサー アンバウンデッド Rijji Rēsā Anbaundeddo?) es un videojuego de carreras desarrollado por Bugbear Entertainment y publicado por Namco Bandai Games (bajo la marca Namco) para Microsoft Windows, PlayStation 3 y Xbox 360 en 2012. Es la octava entrega de la franquicia Ridge Racer, y el primer juego de la serie que se lanzará en Microsoft Windows. Unbounded es también el juego más reciente de la serie lanzado para consolas domésticas, ya que sus sucesores solo se centraron en dispositivos portátiles.
Unbounded marca un alejamiento del estilo drifting tradicional de Ridge Racer, y pasó a un estilo más orientado al combate y destrucción, similar al Burnout, así como la implementación de personalizaciones.

## Sinopsis
Ambientado en una ciudad ficticia llamada Shatter Bay, los corredores se reúnen para competir en carreras callejeras sin reglas. Se compite por dinero y superioridad en ráfagas vertiginosas por las calles esquivando el tráfico y atravesando cualquier obstáculo que se interponga en el camino. Un equipo misterioso liderado por un maestro Hashiriya japonés, llamado "The Unbounded", aparece jugando un papel importante en la actividad de carreras en Shatter Bay.

## Desarrollo
Ridge Racer Unbounded ofrece una serie de cambios que se apartan del modo de juego tradicional de Ridge Racer. Las adiciones al juego incluyen la capacidad de diseñar y compartir pistas y un nuevo énfasis en el combate vehicular.
Mientras que Unbounded originalmente estaba programado para su lanzamiento en Norteamérica y Europa a principios de marzo de 2012, se retrasó justo antes del lanzamiento planificado, ya que Namco Bandai quería dar más tiempo "para empacar el disco con características que realmente harán que el juego cante". El juego se lanzó en marzo del mismo año en América del Norte y Europa y luego en abril en Australia en todas las plataformas. El juego nunca se lanzó en Japón. A pesar de esto, parece estar inspirado en otro juego de Namco, Critical Velocity (クリティカルベロシティ Kuritikaruberoshiti?), también un videojuego de combate vehicular, lanzado en 2005 solo en Japón.

### Ridge Racer Driftopia
Se hizo una versión free-to-play llamada Ridge Racer Driftopia. En agosto de 2013 se lanzó una versión beta para Windows y PlayStation 3. "Driftopia" se canceló más tarde y los servidores beta se cerraron el 15 de agosto de 2014.

## Recepción
Ridge Racer Unbounded recibió reseñas "promedio" en todas las plataformas de acuerdo con el sitio web agregador de reseñas Metacritic.
411Mania le dio a la versión de PlayStation 3 una puntuación de ocho sobre diez, calificándola de "una adición bienvenida que los fanáticos del género no deben ignorar". "The Digital Fix" le dio a la versión de Xbox 360 una puntuación de ocho sobre diez: "Todos los involucrados merecen una gran palmada en la espalda por "Ridge Racer Unbounded" - Namco por tener el estómago y el reconocimiento para el cambio y Bugbear por reinventar una serie envejecida y cansada". "The Guardian" otorgó a la misma versión de consola una puntuación similar de cuatro estrellas sobre cinco, y dijo que sus momentos frustrantes "son superados con creces por los profundamente satisfactorios. Es anárquico, está bien diseñado, es emocionante de contemplar y pondrá una enorme sonrisa en la cara de cualquier verdadero adicto al petróleo". The Daily Telegraph también le dio a la misma versión de consola cuatro estrellas de cinco: "El problema con Unbounded es que no parece cómodo compartir sus secretos contigo. Se llama Ridge Racer, parece Burnout, y cualquiera que haya jugado un juego de carreras arcade esperará, no sin razón, cierto modelo de manejo... Unbounded no es ese juego".
Sin embargo, Digital Spy le dio a la misma versión de consola tres estrellas de cinco, diciendo que "carece del brillo de juegos como Split/Second o Burnout. Los elementos de destrucción se sienten un poco débiles, los autos se controlan mal a veces y la IA de la computadora es realmente despiadada. Sin embargo, el mayor problema es la falta de un tutorial adecuado en el juego, una forma segura de alienar a muchos jugadores casi al instante". Destructoid le dio a la Xbox 360 la versión 5.5 sobre diez, elogiando su "editor de mapas sorprendentemente bueno", pero criticando el diseño de niveles y las malas condiciones de iluminación durante las escenas del atardecer, afirmando que "la iluminación hace que conducir sea mucho más difícil de lo que debe ser", y sugiere que los jugadores jueguen el juego Need for Speed: Hot Pursuit de 2010 en su lugar.